# 洛泰堡
洛泰堡（法語：Lauterbourg，法語發音：[lotɛʁbuʁ] 或 [lautəʁbuʁ]），法国东北部城市，大东部大区下莱茵省的一个市镇，隶属于阿格诺-维桑堡区，其市镇面积为11.25平方公里，2022年1月1日时人口数量为2,336人，在法国城市中排名第4,673位。
洛泰堡位于下莱茵省东北部，莱茵河左岸，是该河流经法国的最后一座法国城市，同时也是法国本土大陆最东端的市镇，其东侧隔莱茵河与德国巴登-符腾堡州相望，北侧则与德国莱茵兰-普法尔茨接壤。

## 地名来源
“Lauterbourg”一名最初于公元1180年以“villa Lutera”的形式被记载，后转写为“Lutterburg”。17世纪末，洛泰堡的官方名称拼写为“Lautrebourg”，1801年后改为现名。
洛泰堡所处区域历史上通行阿尔萨斯语，“Lauterbourg”对应的阿尔萨斯语拼写为“Lauterburich”，其对应的读音为“[lawd̥əb̥uriç]”。1871至1918年间，洛泰堡被普鲁士统治，当地官方名称被改为德语“Lauterburg”。

## 历史

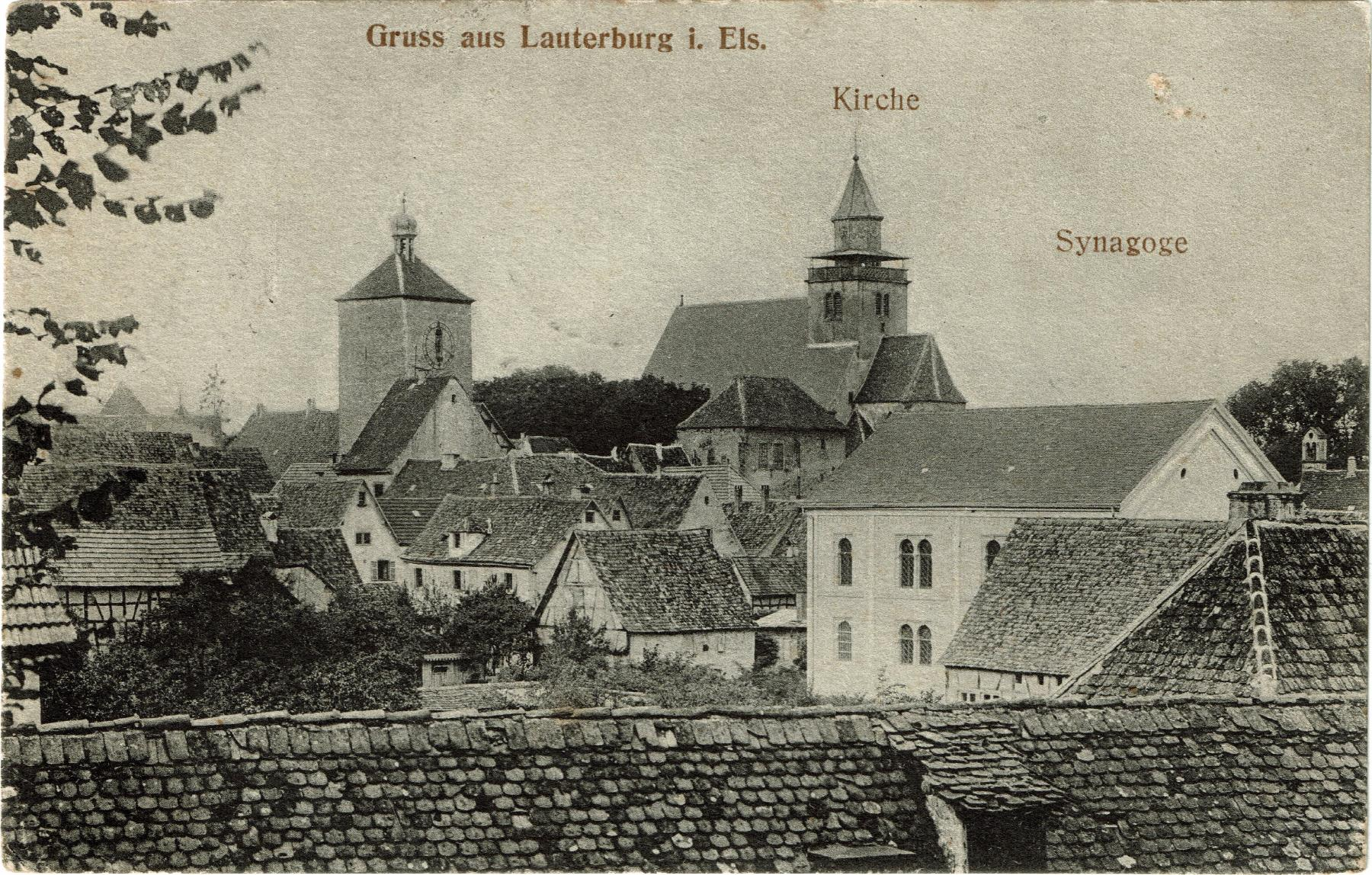
二十世纪初的洛泰堡

洛泰堡的早期历史尚不清楚。根据当地官方网站的论述，古典时期一条沿莱茵河西岸平行延伸的罗马道路由洛泰堡经过。843年《凡尔登条约》签订后，洛泰堡被划入中法兰克王国，后于962年被奥托一世并入神圣罗马帝国。1252年，洛泰堡获得自由贸易宪章，并成为一处司法区。1648年，洛泰堡及阿尔萨斯地区根据《威斯特伐利亚条约》并入法兰西王国，但此后洛泰堡所处的下阿尔萨斯地区仍长期被神圣罗马帝国控制，当地曾在1678年的一场战争中遭到严重破坏。法国大革命后，洛泰堡成为下莱茵省的一个市镇。普法战争结束后，洛泰堡及其所处的阿尔萨斯-洛林地区被划入德意志帝国。19世纪末，德意志铁路部门修建了连接洛泰堡的铁路，其火车站于1876年建成。一战结束后，阿尔萨斯-洛林地区根据《凡尔赛条约》重归法国，洛泰堡火车站得到扩建。二战时纳粹德军军事占领，至1945年3月19日由法军和美军重夺。二战后，洛泰堡莱茵河畔兴建了货运港口。

## 地理

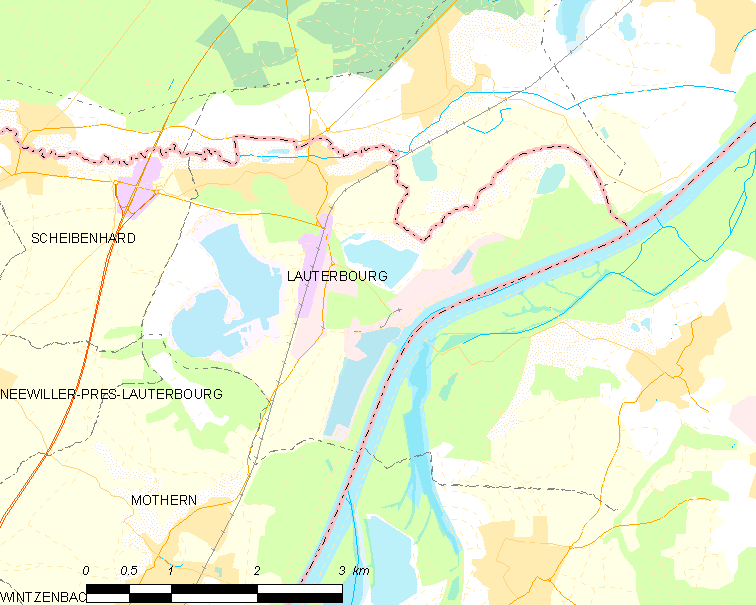
洛泰堡市镇范围地图

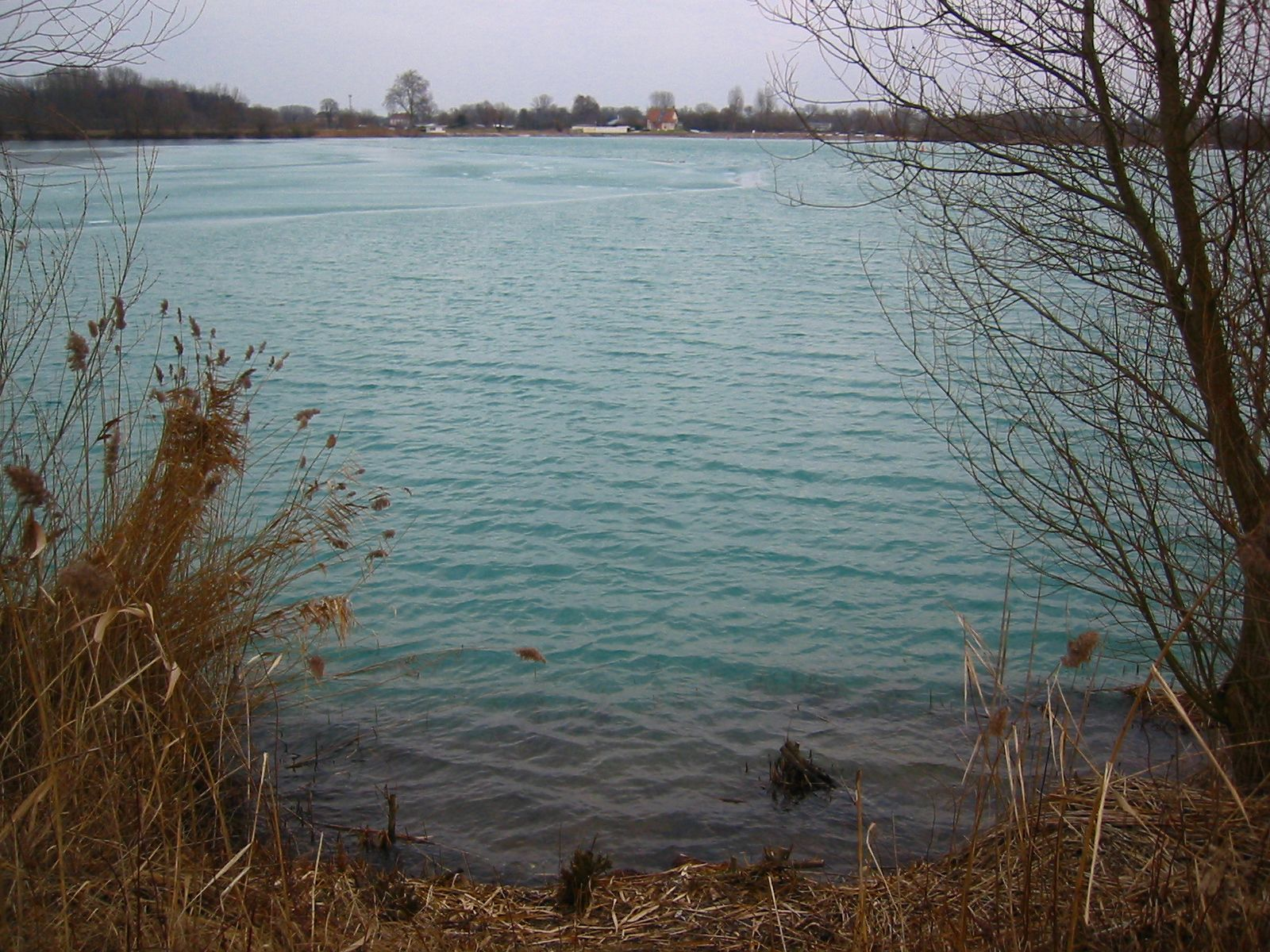
洛泰堡境内的一处湖泊

洛泰堡位于法国东北部，大东部大区东北部和下莱茵省东北部，距离省会斯特拉斯堡大约65公里。沙伊伯纳德和莫泰恩两个法国市镇与洛泰堡接壤。

### 地形
洛泰堡位于莱茵河平原腹地，境内以平原为主，市镇中心地势平坦，全境海拔在104到129米之间。

### 水文
莱茵河干流自南向北流经洛泰堡市区东界，洛泰堡一侧建有一处港口，其左岸支流劳特河自西向东流经市区北侧。市区西南部为莱穆埃特塘（Bassin des Mouettes），此外市区东侧还有一处采石活动后遗留形成的湖泊。

### 植被
洛泰堡属于温带阔叶混交林区，林地多分布于河流附近，市区东端为洛泰堡市镇森林（Forêt Domaniale de Lauterbourg），市区西侧则为菲舍尔森林（Fischerwald）。
在鲜花城市的评比中，洛泰堡被评为3星级鲜花城市。

### 气候
洛泰堡在柯本气候分类法中属于带有大陆性气候特征的温带海洋性气候（Cfb）。
距离洛泰堡最近的常年气象站位于维桑堡境内 ，以下为该气象站的数据（其中日照数据取自卡尔斯鲁厄）：
| 维桑堡 1981年—2019年 | 维桑堡 1981年—2019年 | 维桑堡 1981年—2019年 | 维桑堡 1981年—2019年 | 维桑堡 1981年—2019年 | 维桑堡 1981年—2019年 | 维桑堡 1981年—2019年 | 维桑堡 1981年—2019年 | 维桑堡 1981年—2019年 | 维桑堡 1981年—2019年 | 维桑堡 1981年—2019年 | 维桑堡 1981年—2019年 | 维桑堡 1981年—2019年 | 维桑堡 1981年—2019年 |
| 月份                 | 1月                  | 2月                  | 3月                  | 4月                  | 5月                  | 6月                  | 7月                  | 8月                  | 9月                  | 10月                 | 11月                 | 12月                 | 全年                 |
| -------------------- | -------------------- | -------------------- | -------------------- | -------------------- | -------------------- | -------------------- | -------------------- | -------------------- | -------------------- | -------------------- | -------------------- | -------------------- | -------------------- |
| 历史最高温 °C（°F）  | 16 (61)              | 19.5 (67.1)          | 25.1 (77.2)          | 28 (82)              | 33.3 (91.9)          | 36.1 (97.0)          | 36.5 (97.7)          | 38.8 (101.8)         | 31.2 (88.2)          | 27 (81)              | 19.5 (67.1)          | 18 (64)              | 38.8 (101.8)         |
| 平均高温 °C（°F）    | 4.3 (39.7)           | 5.9 (42.6)           | 10.6 (51.1)          | 14.9 (58.8)          | 19.7 (67.5)          | 22.7 (72.9)          | 25.1 (77.2)          | 24.8 (76.6)          | 20.1 (68.2)          | 14.4 (57.9)          | 8.1 (46.6)           | 5 (41)               | 14.6 (58.3)          |
| 日均气温 °C（°F）    | 1.8 (35.2)           | 2.7 (36.9)           | 6.5 (43.7)           | 10 (50)              | 14.5 (58.1)          | 17.5 (63.5)          | 19.7 (67.5)          | 19.4 (66.9)          | 15.4 (59.7)          | 10.8 (51.4)          | 5.4 (41.7)           | 2.7 (36.9)           | 10.5 (50.9)          |
| 平均低温 °C（°F）    | −0.6 (30.9)          | −0.5 (31.1)          | 2.4 (36.3)           | 5 (41)               | 9.4 (48.9)           | 12.4 (54.3)          | 14.3 (57.7)          | 14 (57)              | 10.6 (51.1)          | 7.2 (45.0)           | 2.7 (36.9)           | 0.5 (32.9)           | 6.5 (43.7)           |
| 历史最低温 °C（°F）  | −19 (−2)             | −15 (5)              | −14 (7)              | −6 (21)              | −1 (30)              | 1.5 (34.7)           | 5 (41)               | 4.5 (40.1)           | 0 (32)               | −4.5 (23.9)          | −10 (14)             | −16.5 (2.3)          | −19 (−2)             |
| 平均降水量 mm（）    | 83.5 (3.29)          | 74.2 (2.92)          | 77.2 (3.04)          | 56.2 (2.21)          | 68.4 (2.69)          | 70.2 (2.76)          | 72.7 (2.86)          | 59.1 (2.33)          | 66.7 (2.63)          | 84.2 (3.31)          | 77.8 (3.06)          | 93.2 (3.67)          | 883.4 (34.78)        |
| 月均日照時數         | 57.8                 | 89                   | 130.6                | 181                  | 222.4                | 231.9                | 253.4                | 239.5                | 174                  | 110.3                | 65.9                 | 46.1                 | 1,805.7              |
| 来源：infoclimat.fr  |                      |                      |                      |                      |                      |                      |                      |                      |                      |                      |                      |                      |                      |

## 行政区划
洛泰堡的市镇编号为67261，邮政编号为67630。
在行政管理方面，洛泰堡隶属于法国大东部大区下莱茵省阿格诺-维桑堡区；在地方选举方面，洛泰堡隶属于维桑堡县，其市镇范围全境被划入下莱茵省第八选区；在社会管理方面，洛泰堡是莱茵河平原市镇公共社区的组成部分。
截至2024年3月，洛泰堡市镇范围内暂无任何城市敏感街区及城市政策优先街区。
法国国家统计与经济研究所（简称）在进行数据统计时，将洛泰堡市镇单独设为洛泰堡城市核心区（Unité urbaine de Lauterbourg），但未将洛泰堡划入任何城市区（Aire urbaine）及城市辐射区（Aire d'attraction）。此外，还将洛泰堡市镇整体看作一个“块区”（IRIS），以便于统计人口分布情况。

## 交通

### 公路
下莱茵省省道D3线、D248线和D468线在洛泰堡境内交汇。
| 59 | 2 |

| 斯特拉斯堡 城站 | 61 |

| 阿格诺 | 40 |

| 维桑堡 | 20 |

2020年，78.2%的洛泰堡家庭拥有至少一辆私人汽车。2021年，洛泰堡境内共发生各类交通事故1起，造成1人受伤。

### 铁路

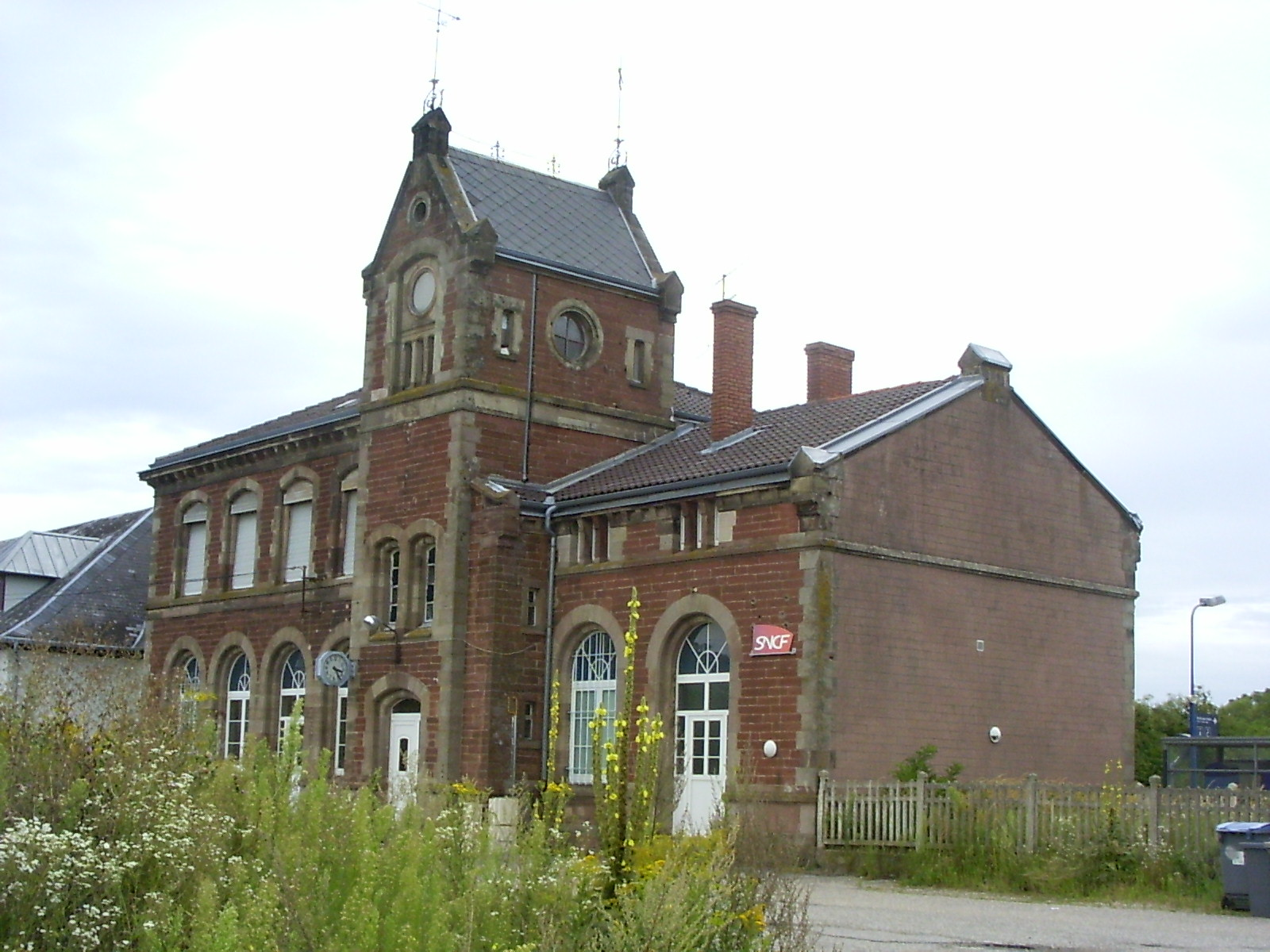
洛泰堡火车站主站房

洛泰堡位于斯特拉斯堡－洛泰堡铁路上，该铁路在此与德国Bienwald铁路并轨。洛泰堡站位于市区中南部，停靠前往斯特拉斯堡和德国莱茵河畔沃尔特两个方向的区域列车。

### 航空
洛泰堡距离史特拉斯堡機場的公路里程大约77公里。

### 城市公共交通
截至2024年3月，洛泰堡暂无城市公共交通系统。

## 政治

### 市政内阁

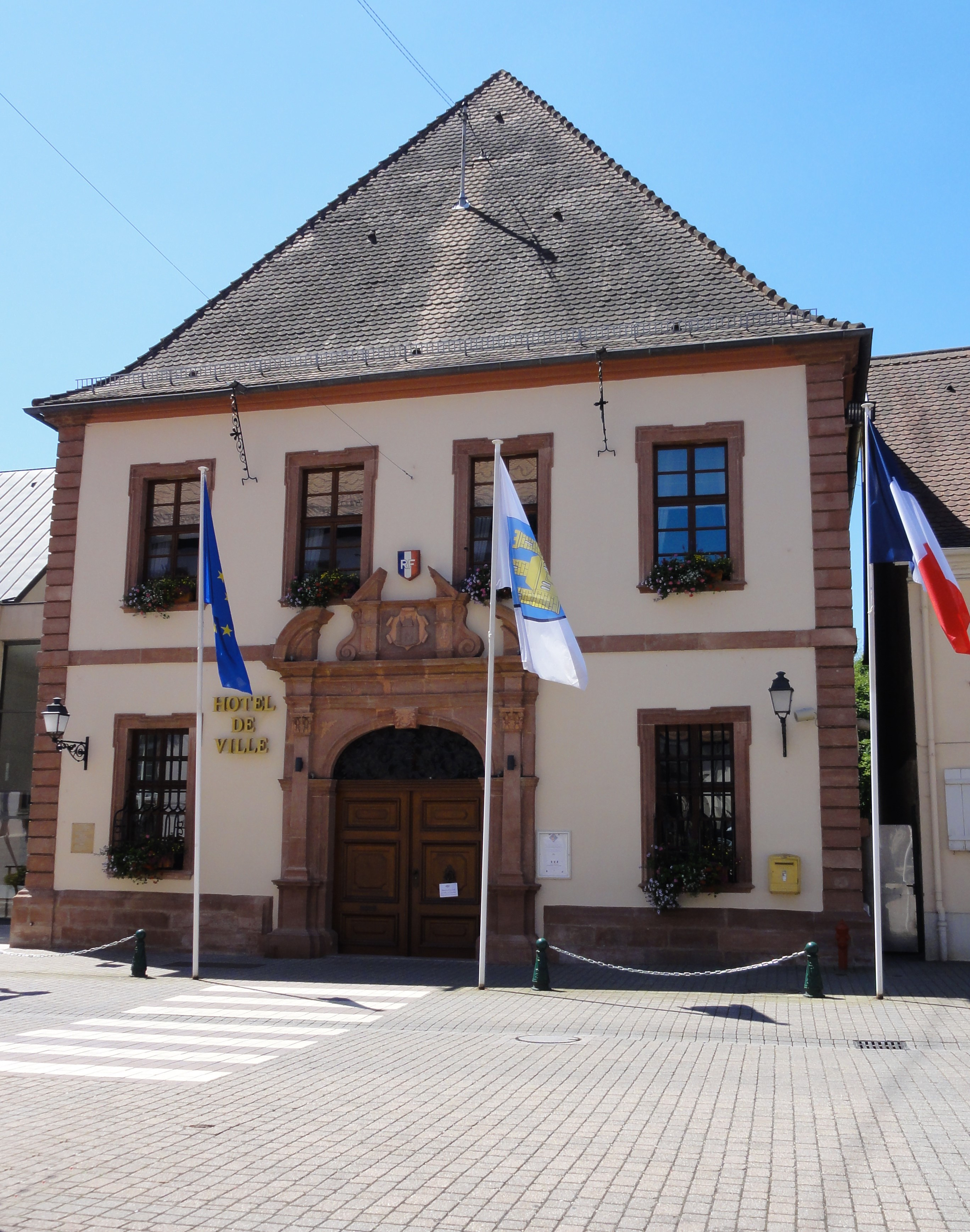
洛泰堡市政厅

洛泰堡的现任市长为约瑟夫·索姆先生（Joseph SAUM），他是一名无党派人士，自2022年9月起担任；其前任为让-米歇尔·费奇先生（Jean-Michel FETSCH），他是一名右翼无党派人士，在2020年的市政选举中获得了100.00%的支持率（无其他候选人）。让-米歇尔·费奇先生于2022年6月9日逝世。
| 洛泰堡历届市长 | 洛泰堡历届市长                    | 洛泰堡历届市长                                        |
| 任期           | 市长                              | 党派                                                  |
| -------------- | --------------------------------- | ----------------------------------------------------- |
| 1945年－1955年 | Charles IFFRIG 夏尔·伊夫里格      | RPF法国人民联盟                                       |
| 1955年－1995年 | Joseph HEMMERLÉ 约瑟夫·埃梅莱     | RPR保衛共和聯盟                                       |
| 1995年－2022年 | Jean-Michel FETSCH 让-米歇尔·费奇 | DVD右翼无党派人士 →UMP人民运动联盟 →DVD右翼无党派人士 |
| 2022年－       | Joseph SAUM 约瑟夫·索姆           | 無黨籍                                                |

### 各级选举
| 洛泰堡历届投票选举结果 | 洛泰堡历届投票选举结果 | 洛泰堡历届投票选举结果 | 洛泰堡历届投票选举结果 | 洛泰堡历届投票选举结果      | 洛泰堡历届投票选举结果 | 洛泰堡历届投票选举结果 | 洛泰堡历届投票选举结果      | 洛泰堡历届投票选举结果 | 洛泰堡历届投票选举结果 |
| 选举项目               | 选举范围               | 选区单位               | 选区单位内的选举结果   | 选区单位内的选举结果        | 选区单位内的选举结果   | 选区单位内的选举结果   | 选区单位内的选举结果        | 选区单位内的选举结果   | 参考资料               |
| 选举项目               | 选举范围               | 选区单位               | 第一轮胜出者           | 第一轮胜出者                | 支持率                 | 第二轮胜出者           | 第二轮胜出者                | 支持率                 | 参考资料               |
| ---------------------- | ---------------------- | ---------------------- | ---------------------- | --------------------------- | ---------------------- | ---------------------- | --------------------------- | ---------------------- | ---------------------- |
| 2017年法國總統選舉     | 法國                   | 市镇                   |                        | 弗朗索瓦·菲永               | 24.01%                 |                        | 埃马纽埃尔·马克龙           | 66.55%                 | [ 22 ]                 |
| 2017年法国立法选举     | 下莱茵省第八选区       | 市镇                   |                        | 克里斯蒂安·格利什           | 40.37%                 |                        | 弗雷德里克·赖斯             | 55.31%                 | [ 22 ]                 |
| 2019年欧洲议会选举     | 法國                   | 市镇                   |                        | 纳塔莉·卢瓦索               | 24.35%                 | （不适用）             | （不适用）                  | （不适用）             | [ 25 ]                 |
| 2021年法国省级选举     | 下莱茵省               | 县                     |                        | 保罗·海因茨 斯特凡妮·科谢尔 | 50.01%                 |                        | 保罗·海因茨 斯特凡妮·科谢尔 | 74.26%                 | [ 26 ]                 |
| 2021年法国省级选举     | 下莱茵省               | 市镇                   |                        | 保罗·海因茨 斯特凡妮·科谢尔 | 45.77%                 |                        | 保罗·海因茨 斯特凡妮·科谢尔 | 73.59%                 | [ 26 ]                 |
| 2021年法国大区选举     | 大東部大區             | 市镇                   |                        | 让·罗特纳                   | 31.34%                 |                        | 让·罗特纳                   | 38.41%                 | [ 27 ]                 |
| 2022年法国总统选举     | 法國                   | 市镇                   |                        | 埃马纽埃尔·马克龙           | 31.2%                  |                        | 埃马纽埃尔·马克龙           | 60.83%                 | [ 22 ]                 |
| 2022年法国立法选举     | 下莱茵省第八选区       | 市镇                   |                        | 斯特凡妮·科谢尔             | 28.73%                 |                        | 斯特凡妮·科谢尔             | 69.02%                 | [ 22 ]                 |

## 人口
2021年，洛泰堡市镇人口数量为2,339，在法国排名第4,673位。其中男性1,175人，女性1,166人，75岁及以上人口占9.7%，外籍人口数量为694人，人口密度为208人/平方公里，当地居民被称为（男性）或（女性）。2022年，洛泰堡境内出生10人，死亡人口54人。
| 洛泰堡1901年－2021年人口变化情况 |
|                                  |
| 数据来源：Cassini、INSEE         |

## 经济
截至2024年3月，洛泰堡市镇范围内共有各类用人单位（包含自雇）216家，平均历史为18年，其中99.1%为中小型企业（PME），2024年1月至3月间，当地的经济活力指数为0。（化工制造）、（化工产品销售）及（肉制品）是当地2021年营业额最高的三个企业，分别为81,031,654欧元、5,120,407欧元和562,593欧元。

## 财政与居民收入
2022年，洛泰堡的财政收入总额为2,315,980欧元，财政支出总额为1,901,870欧元，当年的债务总额为601,960欧元。2022年，洛泰堡市镇通过增值税获得59,790欧元的收入，此外当地还共获得了123,960欧元的国家直接财政补助。
| 洛泰堡居民收入情况                               | 洛泰堡居民收入情况 | 洛泰堡居民收入情况    | 洛泰堡居民收入情况 |
| 内容                                             | 洛泰堡             | 法国                  | 统计年份           |
| ------------------------------------------------ | ------------------ | --------------------- | ------------------ |
| 征税家庭总数                                     | 895                | 1,081（法国市镇平均） | 2022年             |
| 居民平均月收入                                   | 2,301欧元          | 2,435欧元             | 2022年             |
| 高级职员人均月收入                               | 4,362欧元          | 4,331欧元             | 2021年             |
| 中级职员人均月收入                               | 2,892欧元          | 2,470欧元             | 2021年             |
| 普通职员人均月收入                               | 1,601欧元          | 1,801欧元             | 2021年             |
| 贫困率                                           | 不详               | 14.5%                 | 2020年             |
| 青壮年（15至64岁）失业率                         | 9.4%               | 7.4%                  | 2020年             |
| 征税家庭数量占比                                 | 51.8%              | 45.5%                 | 2020年             |
| 家庭年均纳税                                     | 4,321欧元          | 4,393欧元             | 2022年             |
| 资料来源：INSEE、L'Internaute、Le Journal du Net |                    |                       |                    |

## 社会事务

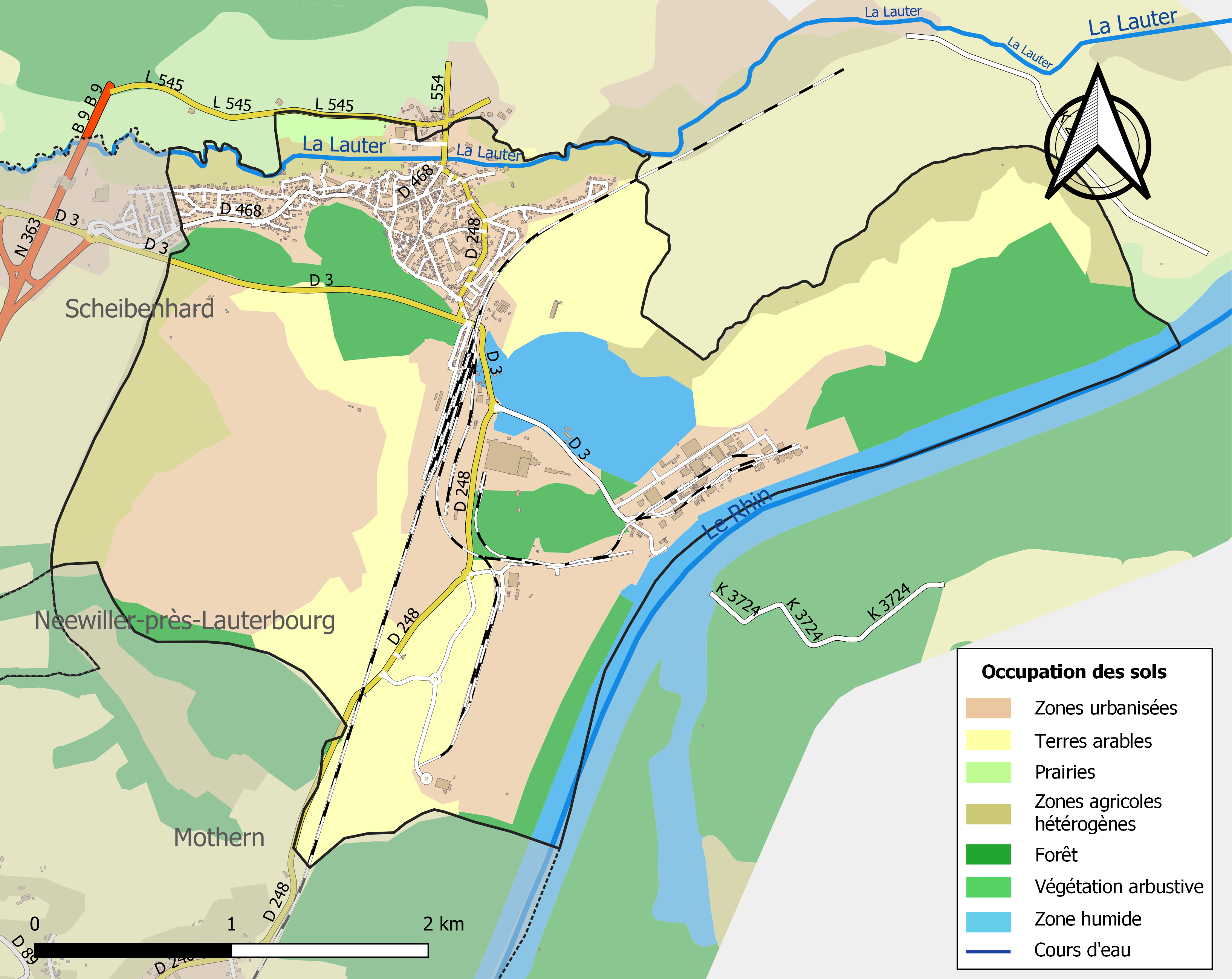
洛泰堡土地利用情况地图

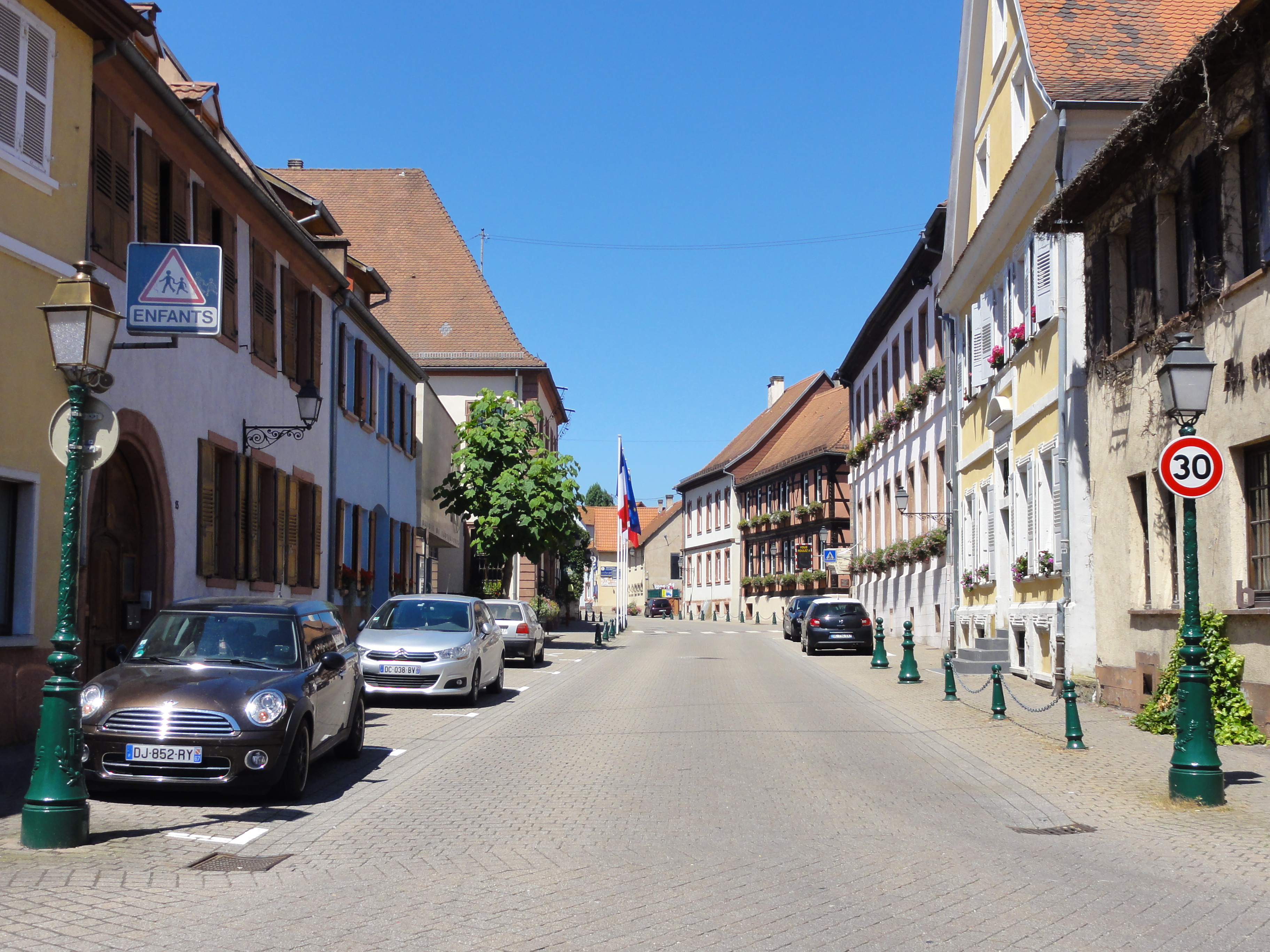
镇中心的第一军街

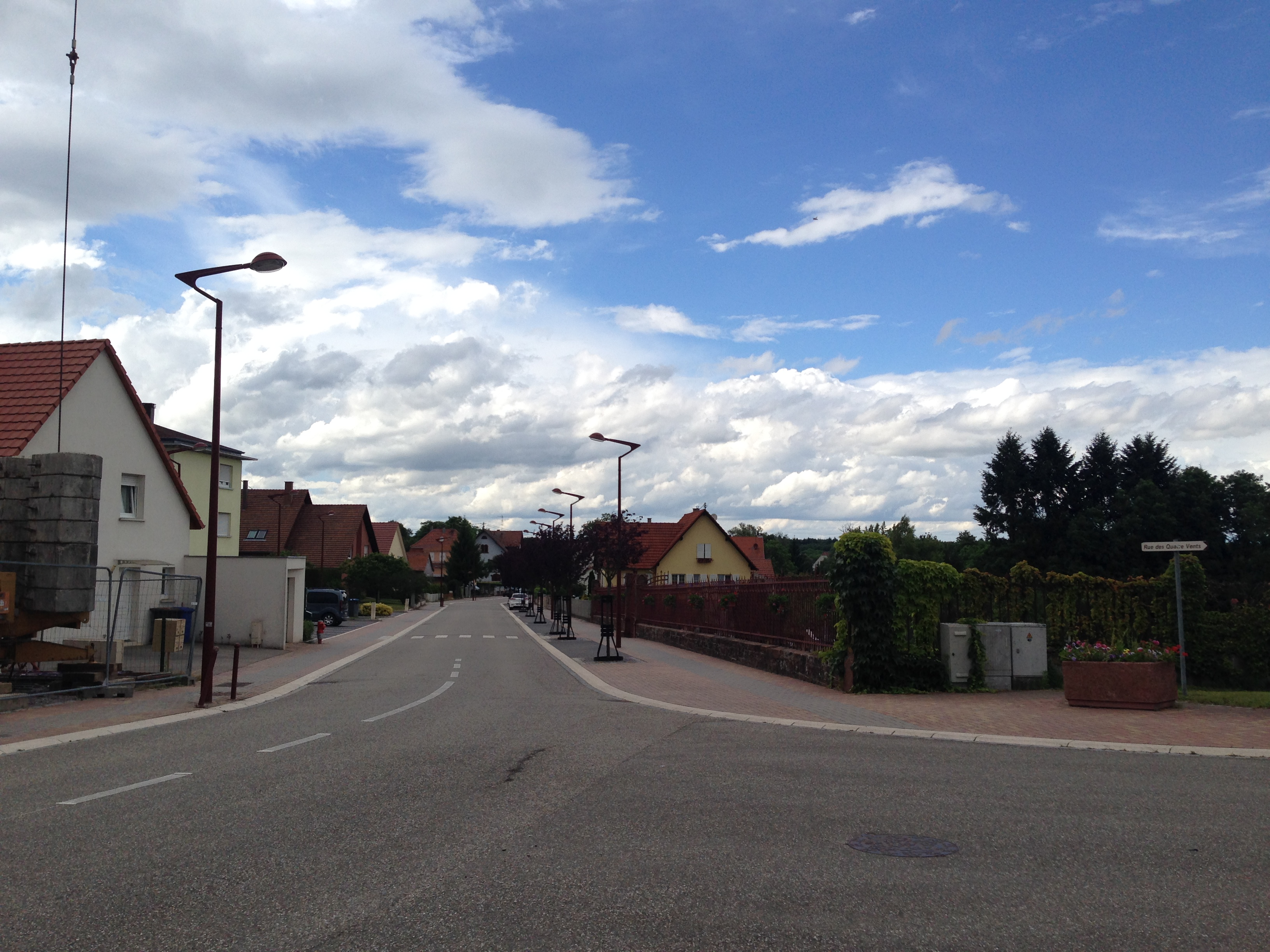
近郊的小教堂街

### 教育
洛泰堡属于斯特拉斯堡学区。截至2021年1月1日，洛泰堡境内共有1所幼儿园、1所小学和1所初级中学。2021至2022学年度，洛泰堡境内共有在校中等教育阶段学生314名。

### 医疗
截至2022年1月1日，洛泰堡境内共有全科医生1名、保健师6名、牙医2名、护士6名、药房1家和养老院1家。
距离洛泰堡最近的区域性医疗机构为劳特河市际中心医院（Centre hospitalier intercommunal de la Lauter），其主病区医院位于维桑堡市区西侧，距离洛泰堡市区的正常车程大约22分钟，该院设有床位139个，是当地规模最大的公立综合性医院。

### 住房
2020年，洛泰堡境内共有各类住房1,188套，其中45.1%为独立式住宅，54.6%为集中式住宅。常住房屋占洛泰堡市镇范围内居民建筑总量的88.3%。
在住房保障政策方面，2022年，洛泰堡境内共有137户家庭获得了住房经济补助，受益人数占总人口数量的5.9%，其中143份为房租补助。

### 商业
2021年，洛泰堡境内共有各类实体商铺43家，其中餐厅6家、面包房4家、肉铺1家、书店1家、银行门店3家、美容美发店7家、汽车维修店1家。

### 体育
2021年，洛泰堡境内共有2间体育馆、1座综合体育场、4处网球场、1处马术场、1处足球或橄榄球场以及3处篮球或排球场。
截至2024年3月，洛泰堡体育会（A.S Lauterbourg，编号560420）是洛泰堡境内唯一的一家注册足球俱乐部，其主队2023至2024赛季未参加任何足球联赛。
洛泰堡橄榄球体育会（A.S. Lauterbourg Rugby）是洛泰堡境内的一家注册橄榄球俱乐部，成立于1979年，其主队2023至2024赛季参加法国大区橄榄球丙组联赛（法国第十级别），其主场为劳特河球场（Stade de la Lauter）。

### 环境
洛泰堡的环境事务由其所属的莱茵河平原市镇公共社区联合各级政府协调负责。2021年，洛泰堡境内共有3家污染企业。

### 治安
2021年，洛泰堡市镇范围内共有1处宪兵队。
洛泰堡及其附近的共68个市镇是维桑堡国家宪兵队（zone gendarmerie de Wissembourg）的管辖范围。2020年，该宪兵队累计记录各类案件1,033起，其中盗窃类案件381起，经济类案件202起，毒品交易类案件46起。

## 文化
2021年，洛泰堡境内暂无任何文化设施。洛泰堡境内建有市政图书馆（Bibliothèque municipale），除周六外全年向公众开放。

### 建筑
洛泰堡境内有多处历史建筑，其中圣三教堂、莱布谢塔、兰道城门等为法国国家文物保护单位。

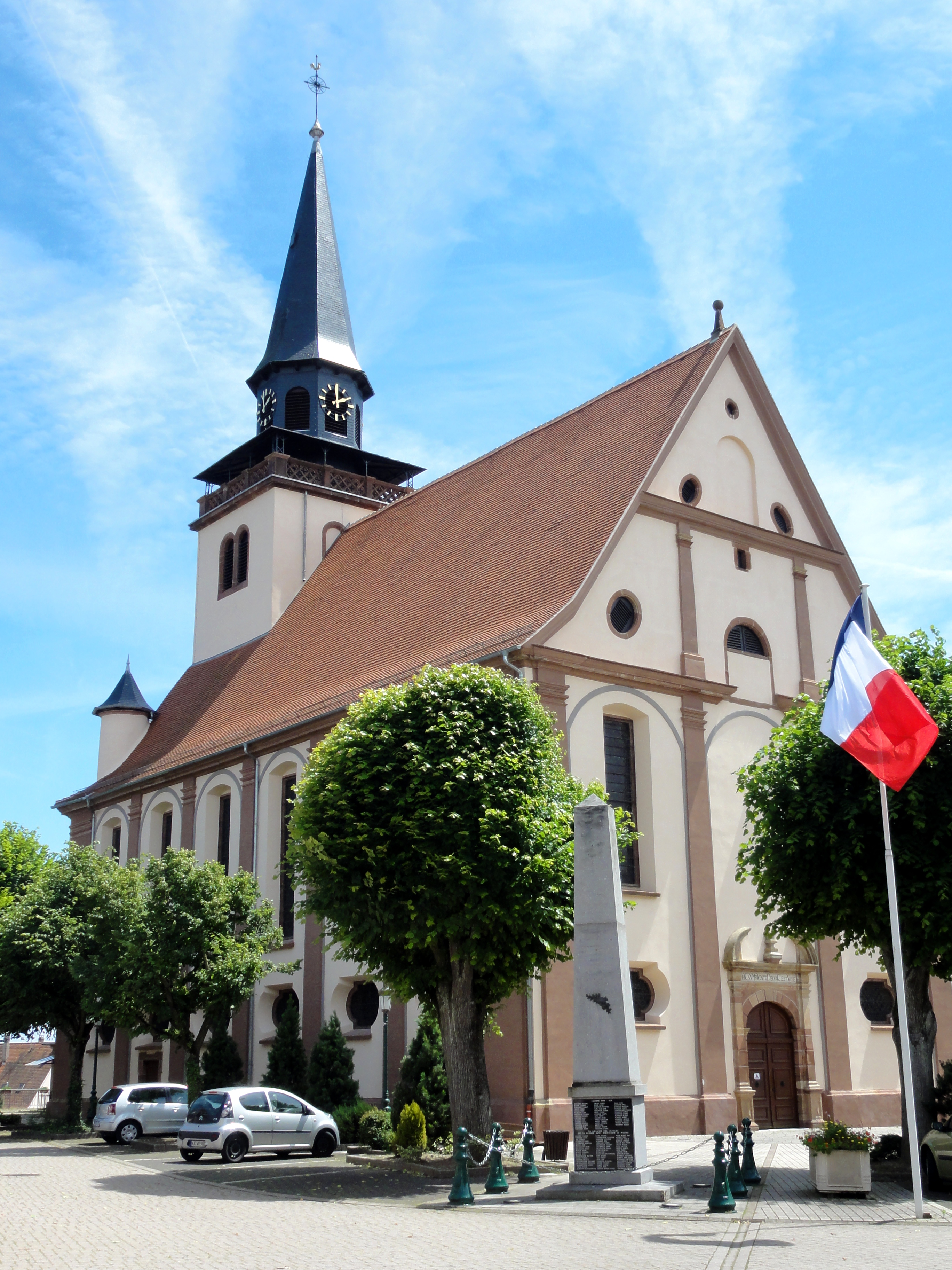
圣三教堂（法语：Église de la Trinité de Lauterbourg）
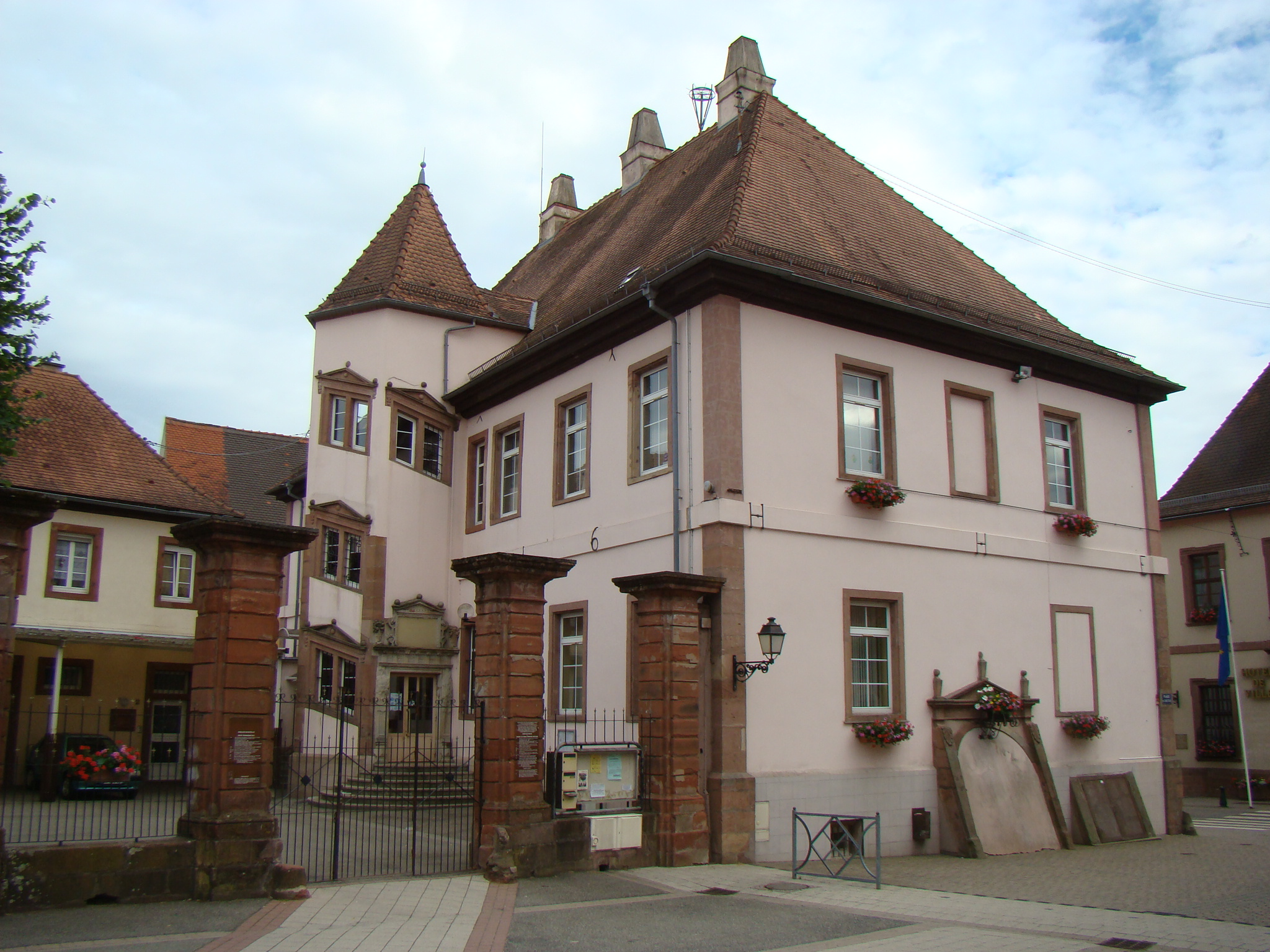
洛泰堡主教城堡（法语：Château épiscopal de Lauterbourg）
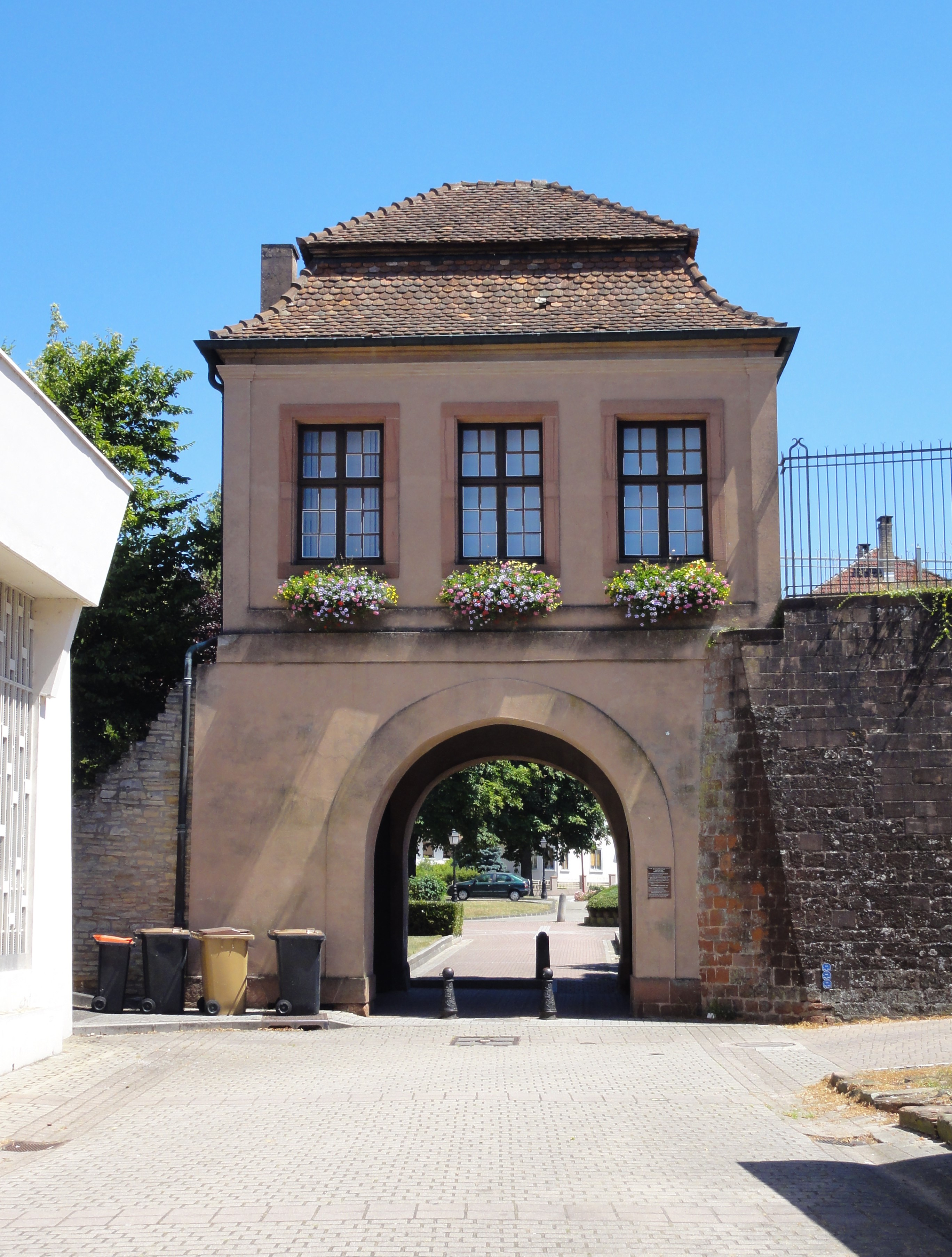
兰道城门（法语：Porte de Landau）
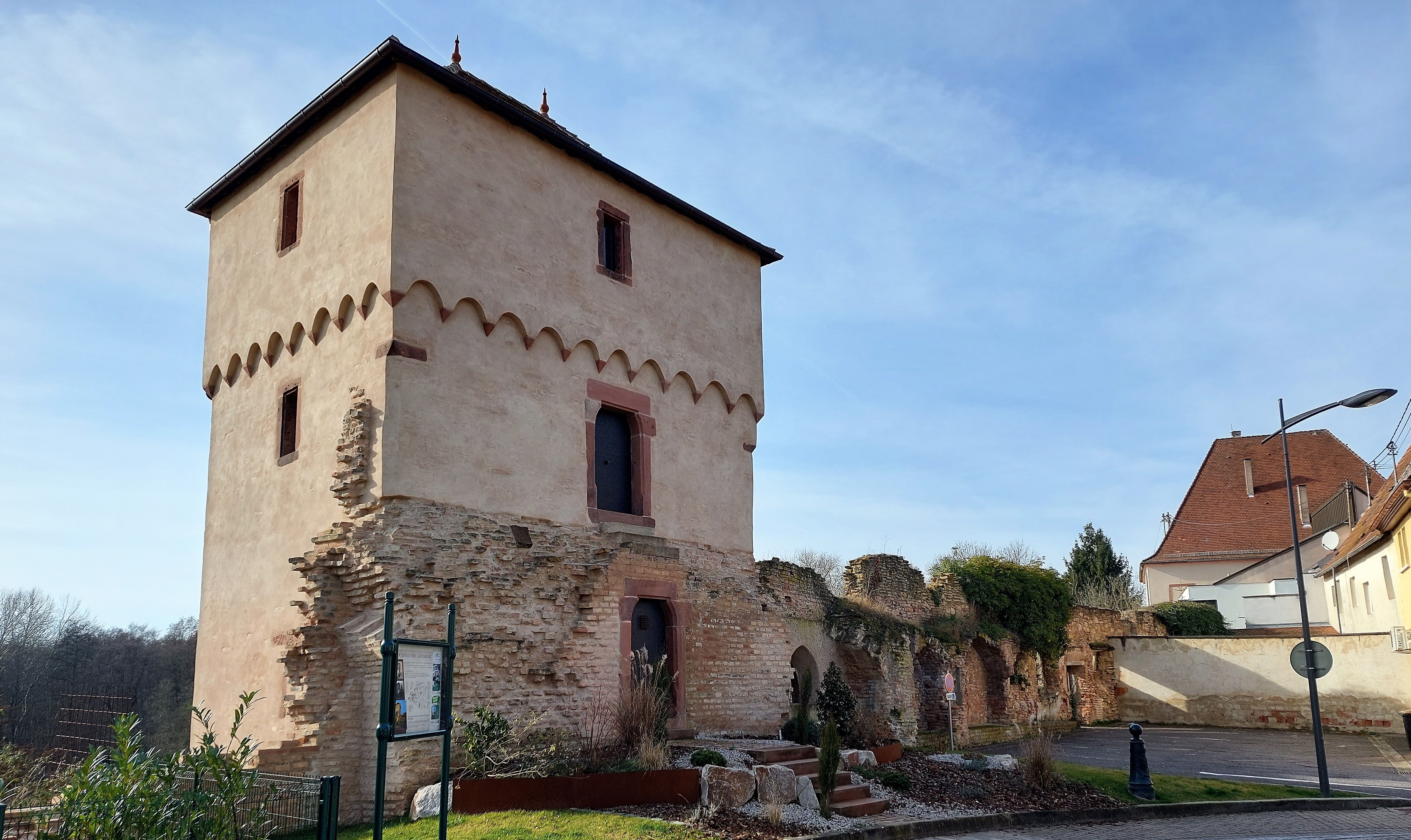
莱布谢塔（法语：Tour des Bouchers）
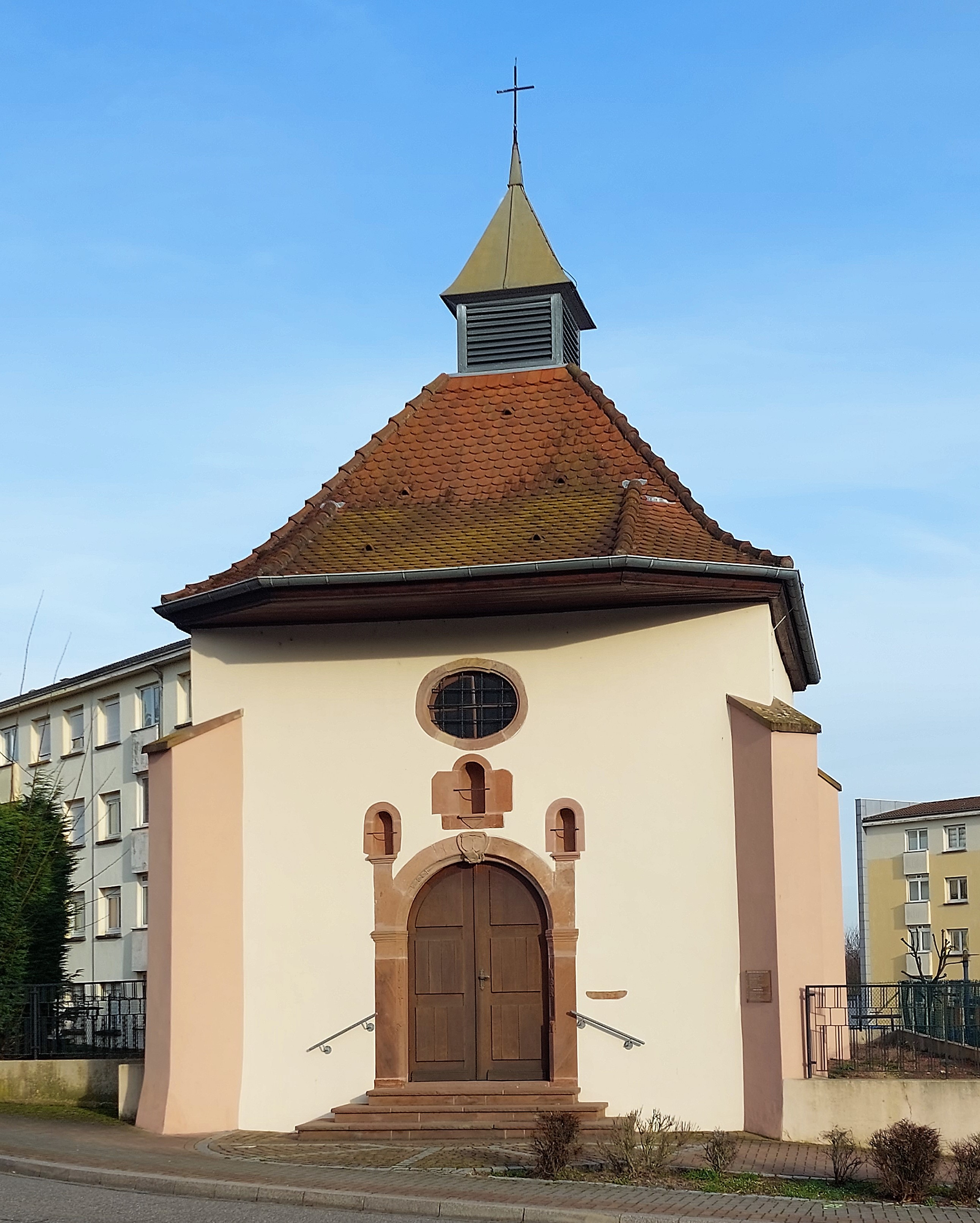
救济小教堂
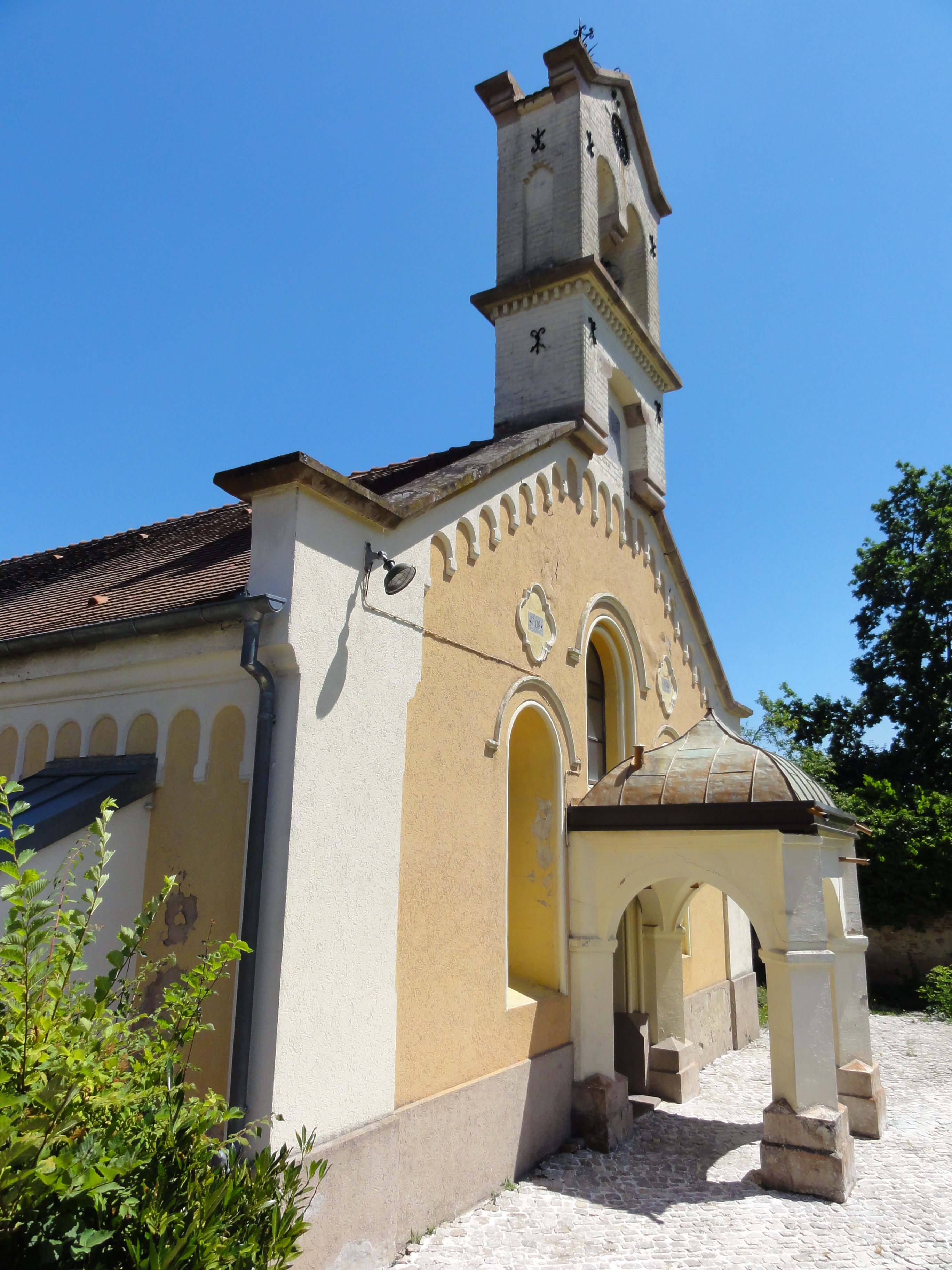
路德教堂
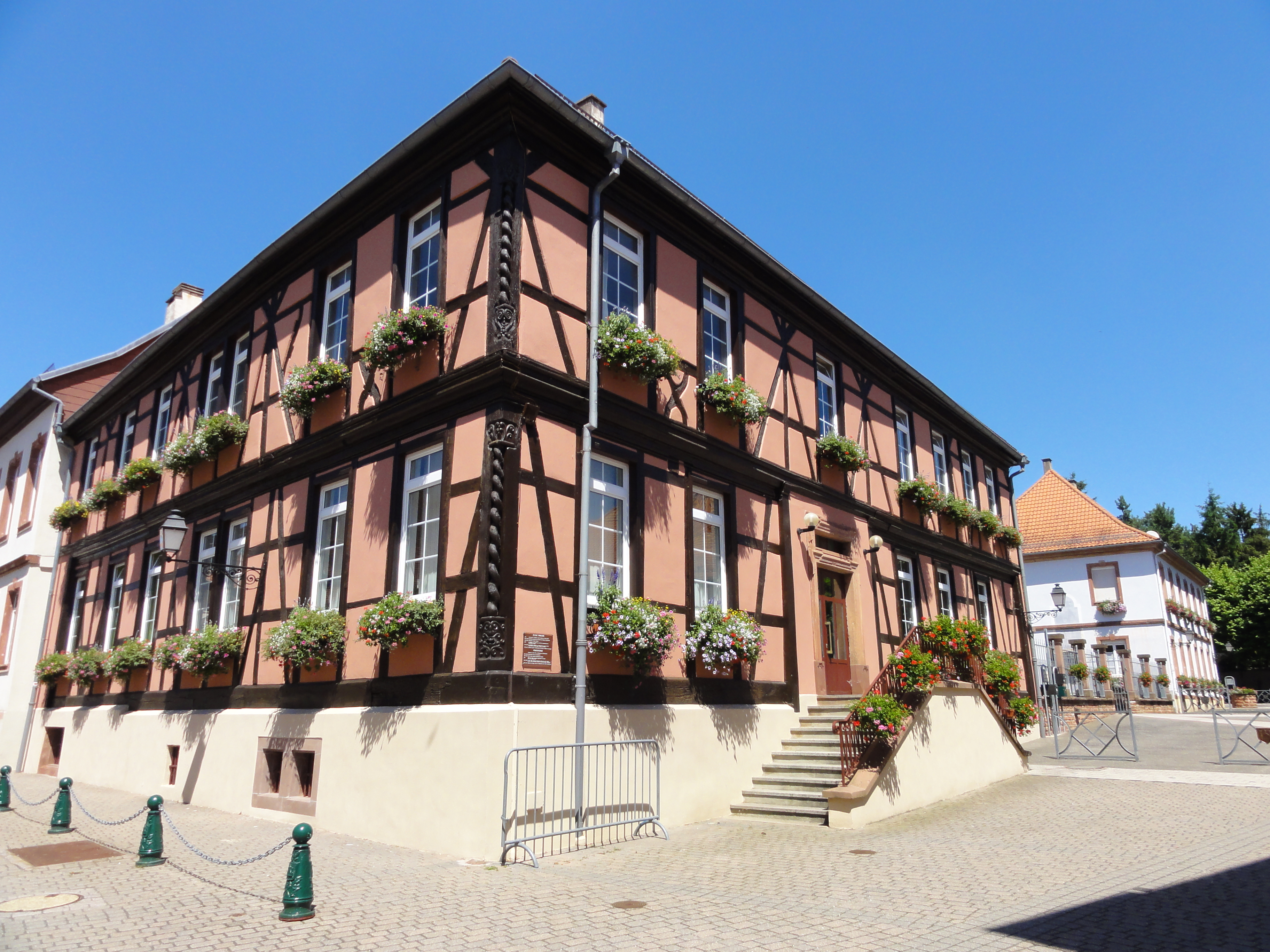
一处传统民居
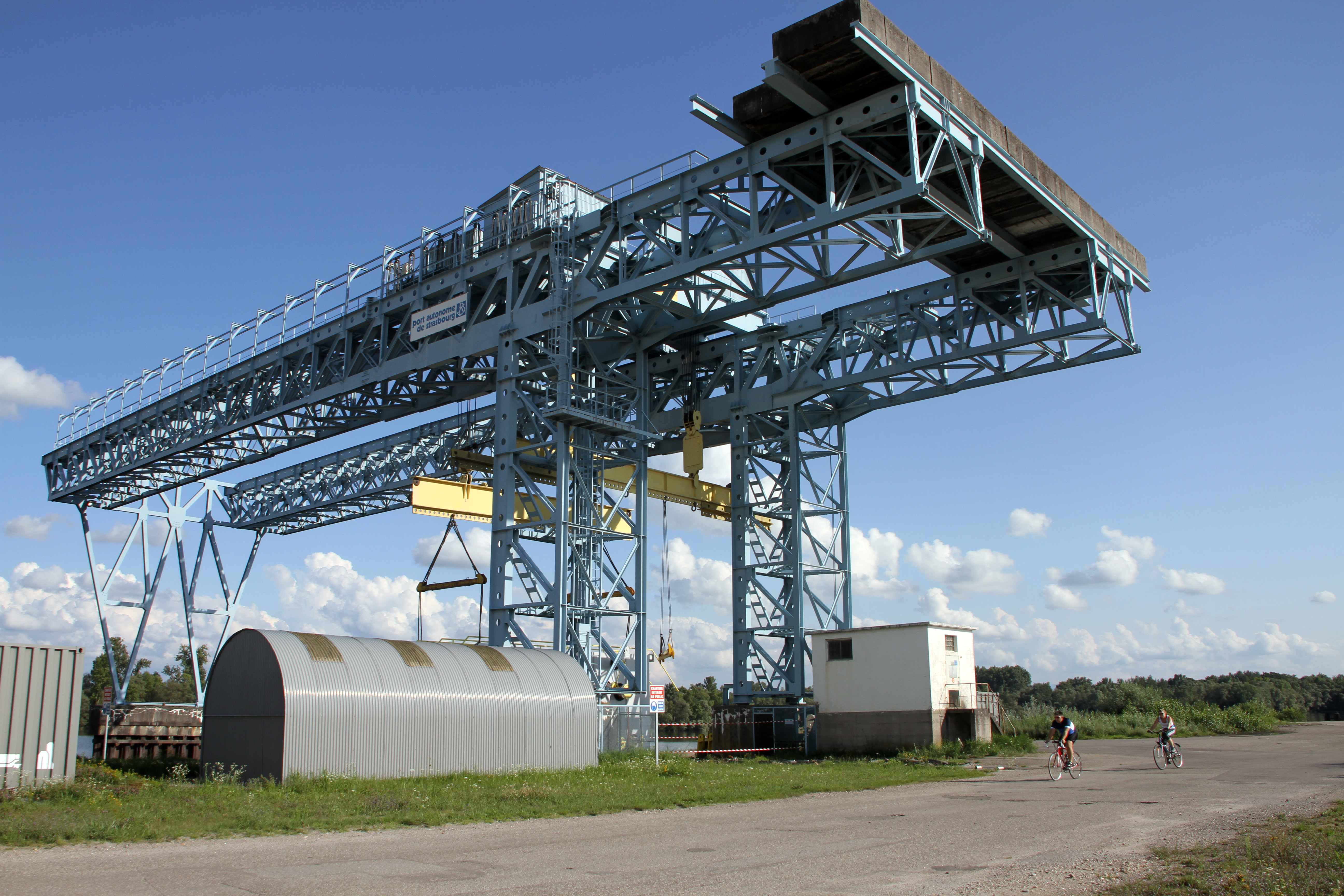
洛特堡港塔台

### 旅游
洛泰堡的旅游事务由其所属的莱茵河平原市镇公共社区联合各级政府协调负责。2023年，洛泰堡境内共有1家酒店共计10间房间；另有1个露营地，可容纳共168辆露营车。

### 媒体
法国主要的媒体均可在洛泰堡接收，法国电视三台下属的大东部大区频道在部分时段播出洛泰堡所在下莱茵省的地方新闻。阿尔萨斯电视台、《阿尔萨斯最新消息报》、蓝色法兰西阿尔萨斯广播、旋律广播等是当地主要的地方性媒体。

## 相关人物
德国建筑师保罗·施密特纳和法国足球运动员亨利·罗斯勒出生于洛泰堡。

## 友好城市
截至2024年3月，洛泰堡暂未建立任何友好城市关系。